# Gheorghe Tadi
Gheorghe Tadici (født 27. marts 1952 i Piatra Neamț) er en rumænsk håndboldtræner.
Han voksede op i en familie, hvor hans far ofte rejste i forbindelse med sit arbejde ved Drumuri și Poduri. Dette førte til, at Tadici skiftede skoler flere gange og afsluttede sin gymnasieuddannelse i tre forskellige byer: Dej, Jibou og Vișeu de Sus.
Efter at have afsluttet sin uddannelse ved Facultatea de Educație Fizică și Sport i Cluj Napoca i 1974 trænede han HC Zalău i 30 år, hvor han vandt tre nationale mesterskaber og City Cup i 1996. Med det rumænske kvindelandshold i håndbold vandt han sølv ved VM i Rusland i 2005 og opnåede en fjerdeplads ved VM i Frankrig i 2007. I 2006 overtog han ledelsen af Oltchim Râmnicu Vâlcea og førte holdet til fem trofæer, herunder det nationale mesterskab, den rumænske cup, den rumænske supercup, Cupa Cupelor og Supercupa Europei. Under hans ledelse deltog holdet for første gang i hovedgrupperne af Champions League i 2008. Han vendte senere tilbage til HC Zalău som træner.
Imidlertid har Tadicis karriere ikke været uden kontroverser. Han har været kendt for sin aggressive stil og har været involveret i flere konflikter. I 2022 blev han flere gange sanktioneret af det Rumæniens håndboldforbund for sin adfærd, herunder en episode, hvor han blev idømt en suspendering og bøde for at fornærme og true sine egne spillere.
I 2023 stod han over for muligheden for at trække sig tilbage efter en næsten 50 år lang karriere i håndbold. Tadici overvejede pensionering efter pres fra sin familie og betragtede det som en svær beslutning. På dette tidspunkt var han stadig aktiv som træner for HC Zalău, selvom holdet stod over for risikoen for nedrykning.
Tadici blev hædret som æresborger i Zalău i 1996, og i 2017 blev en sportsarena i byen opkaldt efter ham.